# Rota das Doceiras

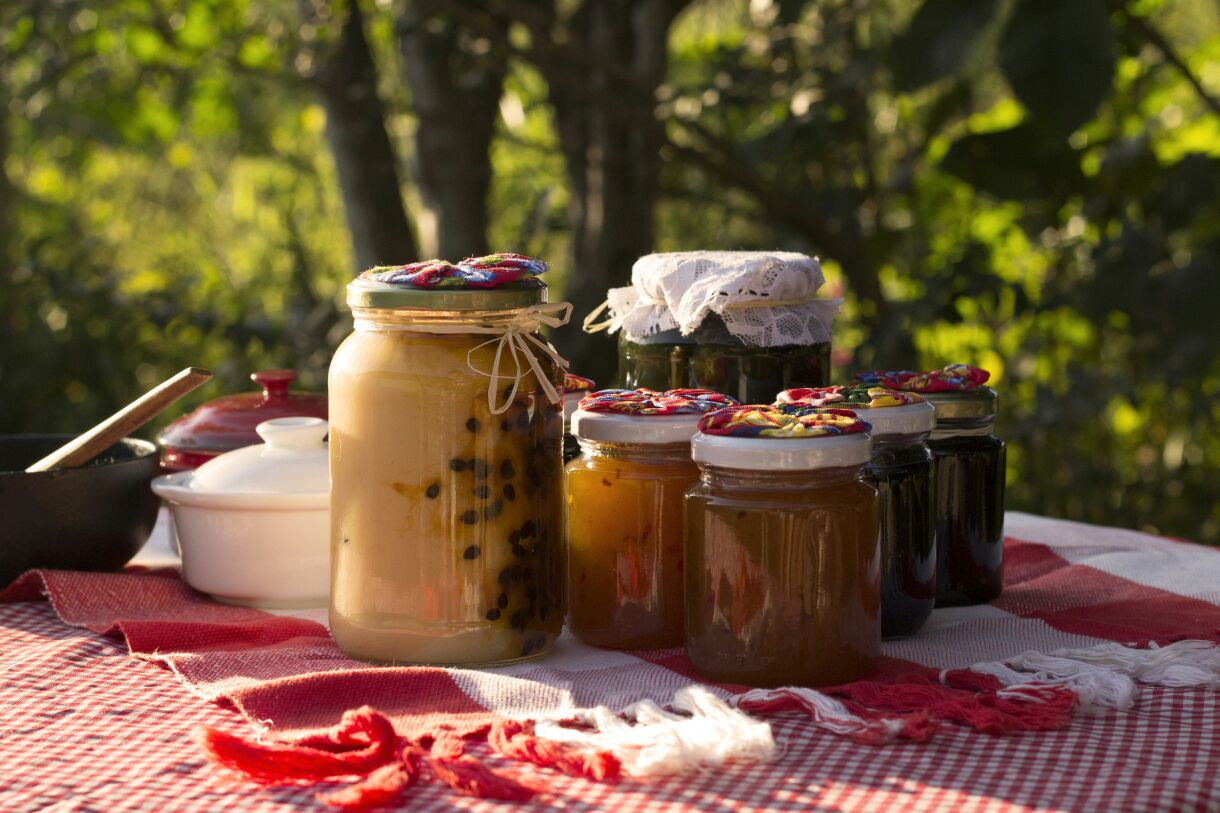
Produtos comercializados na Rota das Doceiras

A Rota das doceiras da Lapinha é um projeto turístico da cidade de Lagoa Santa (Minas Gerais) com iniciativa do vereador Waguinho da Lapinha (PRTB) em parceria com: o turismólogo Ruben Valenzuela, a Marta Machado da RECEPTUR (Receptivo Turístico) e, o Design Gráfico João Pedro.
O ofício da produção de doces e quitandas da região da Lapinha é uma tradição centenária que exalta a identidade e cultura regional. Através da transmissão dos saberes tradicionais entre as diversas gerações ao longo do tempo, perpetuando a memória.

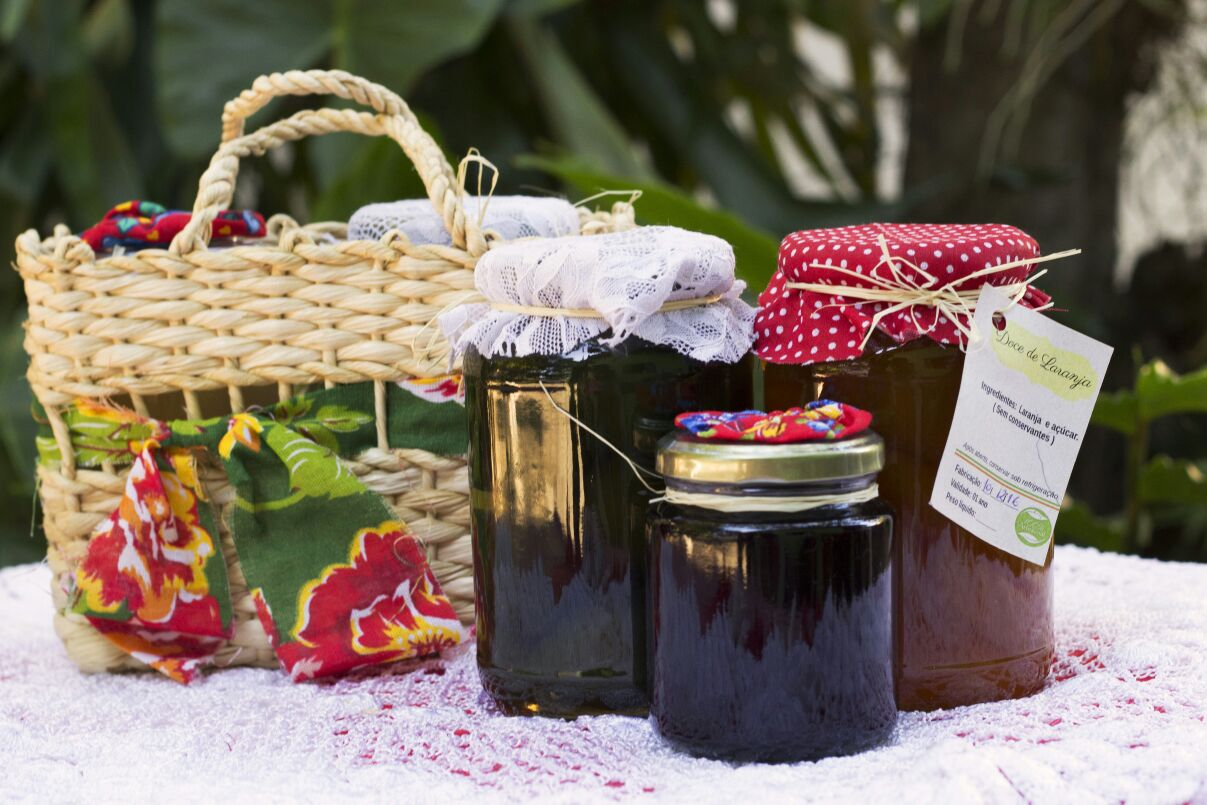
Mais produtos da Rota em Lagoa Santa

A Rota das Doceiras se constitui na organização de um roteiro turístico, através do mapeamento dos domicílios dos produtores locais. O principal objetivo do projeto é contribuir com a manutenção e acompanhamento da prática centenária de produção da região. Além disso se propõe a desenvolver feiras e eventos culturais para impulsionar a divulgação e comercialização dos produtos.
No ano de 2017 o Conselho Municipal de Cultura e Patrimônio Histórico aprovou o Registro dos doces e quitandas da Lapinha como Patrimônio Imaterial do município.

## História

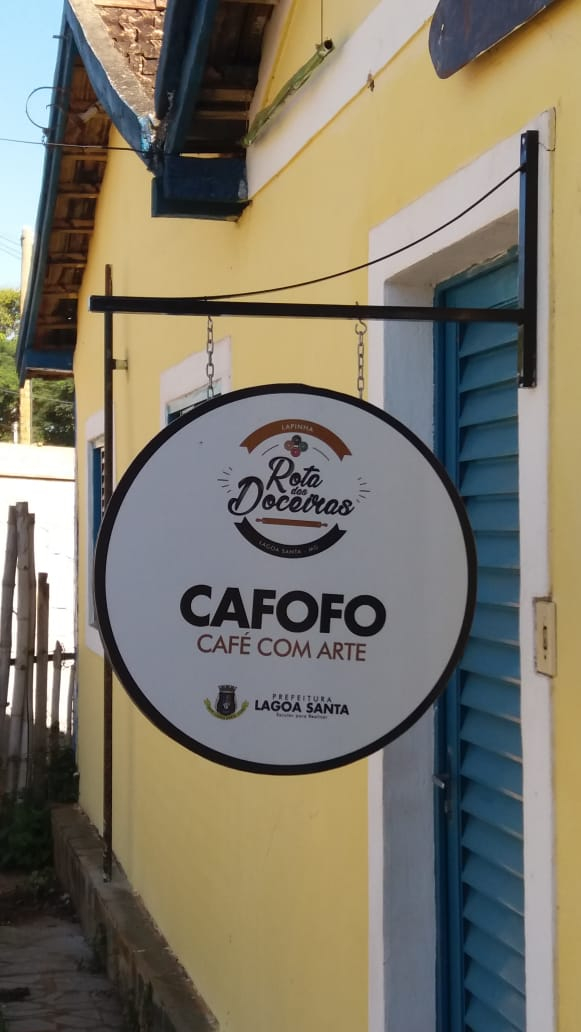
Imagem do Cafofo, um dos pontos inseridos na Rota das Doceiras

A produção de doces e quitandas da região da Lapinha em Lagoa Santa é uma tradição reconhecida entre os principais atrativos turísticos da cidade, atendendo há muitos anos o público turístico da Gruta da Lapinha e região. Essa tradição mineira de produção de doces e quitutes remete em grande parte a tradição da  gastronomia portuguesa, implantada no Brasil no contexto das grandes fazendas, o que trouxe o hábito da sobremesa, e da comida de passatempo, inserida em contextos de convívio social. Essa  gastronomia se consolidou em terras mineiras na medida em que os ingredientes foram adequados ao contexto local, utilizando insumos típicos da terra.

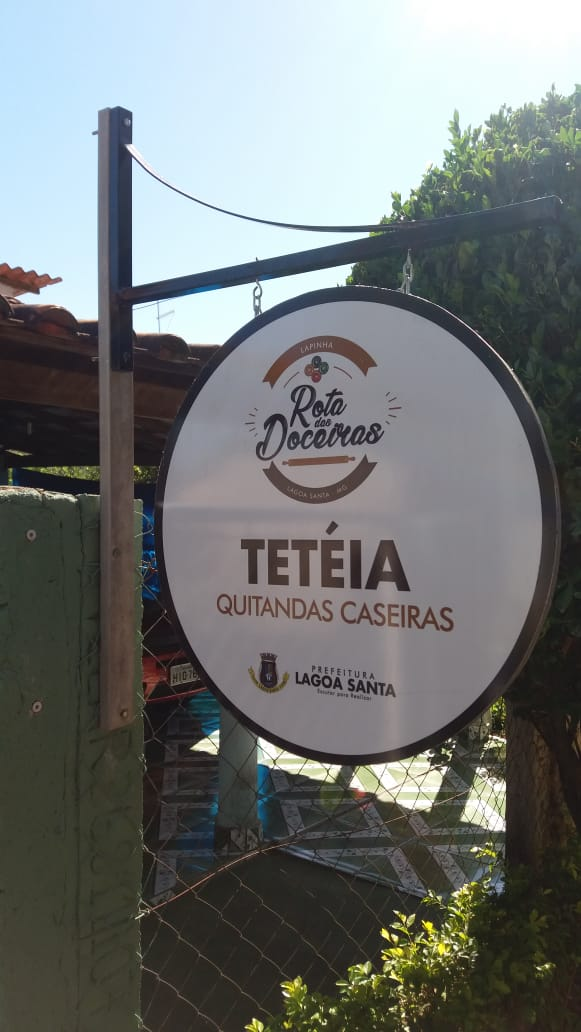
Tetéia Quitandas Caseiras, uma das atrações inseridas na Rota das Doceiras

Na região da Lapinha em Lagoa Santa, a tradição da produção de doces e quitandas teve início na primeira metade do século XX, quando as chances de ascensão social para as mulheres da região eram limitadas, restando muitas vezes aprender os ofícios de suas ascendentes. Desta forma a prática artesanal de produção de doces e quitandas da região foi repassada de geração em geração pela comunidade local.
Os doces e quitandas ganharam destaque principalmente a partir dos anos 70, com a inauguração da Gruta da Lapinha como atrativo turístico. Esse fato proporcionou as doceiras dispor de um espaço no entorno da Gruta para a comercialização de seus produtos, fazendo com que essa atividade se tornasse a principal fonte de renda para diversas famílias da região.
A partir de 2012 a administração da gruta foi cedida ao Parque Estadual do Sumidouro, o que culminou na perda do espaço das doceiras, trazendo prejuízos e perdas à muitas famílias que se dedicavam a essa atividade. O projeto da Rota das Doceiras surge a partir da necessidade da própria comunidade, e traz como função resgatar e incentivar a tradição da produção e comércio de doces, quitandas e artesanatos da região da Lapinha. Além de resguardar parte da história regional, o projeto busca também ampliar essa importante fonte de renda para a comunidade local.